# Leptocytheridae
Leptocytheridae é uma família de ostracodes pertencentes à ordem Podocopida.

## Géneros
Géneros (lista incompleta):
- Aenigmocythere Bonaduce, Masoli & Pugliese, 1976
- Amnicythere Devoto, 1965
- Bisulcocythere Ayress & Swanson, 1991